# Uninvited (игра)
Uninvited (рус. Незваный) — компьютерная игра в жанре квеста, созданная компанией ICOM Simulations и впервые изданная компанией MindScape для Apple IIGS в 1986 году. С тех пор игра была издана на многих других платформах, причём некоторые версии полностью отличались по графике от первоначальной (например, версия для NES или для Windows). Игра сделана на движке MacVenture, который был представлен в предыдущей игре от ICOM — Deja Vu: a Nightmare Comes True.
Действие Uninvited происходит в проклятом заброшенном доме, населённом призраками, демонами и другими опасными существами. Главная цель игрока, играющего за безымянныного героя, — отыскать в этом доме пропавшего родственника.

## Сюжет
После автомобильной аварии главный герой приходит в сознание перед огромным старинным особняком. Родственник главного героя (в компьютерной версии это младший брат, в NES-версии — старшая сестра) куда-то пропал, а машина вскоре взрывается. Единственное, что остаётся главному герою — войти в особняк и отправиться на поиски родственника и помощи.
Дом состоит из двух этажей и башни, большей частью построенных в стиле начала XX века. Некоторые комнаты (например, спальня слуги) содержат более современный интерьер, что наводит на мысль о проживании молодого человека в этом необычном месте. Игрок не может найти помощь — в особняке вообще нет ни одной живой души. Впрочем, очень скоро произойдёт встреча с одним из мёртвых обитателей дома…
Постепенно становится очевидным, что дом когда-то принадлежал волшебнику, который жил в нём вместе со своими учениками. Дракан, самый талантливый из них, попал под влияние зла, и с помощью магии уничтожил всех обитателей дома. С тех пор особняк стал проклятым.
На заднем дворе дома есть ещё три игровые локации: обсерватория, где будут происходить некоторые финальные события; оранжерея, которая не столь неплодородна, как это кажется на первый взгляд; и часовня, из которой открывается проход в лабиринт-кладбище.

## Геймплей

Скриншот Uninvited (версия для Mac OS)

Игровой процесс состоит главным образом в получении доступа к запертым или охраняемым локациям. Некоторые места охраняются магическими существами, включая адских псов, привидений и зомби. Встречаются и более оригинальные создания, такие например как маленький демон, который периодически пересекает экран, пританцовывая с ключом в руке.
Игрок не получает со стороны игры каких-либо чётко сформулированных задач, и может посещать локации в любом порядке, собирая доступные предметы. Многие задачи игры могут показаться алогичными (отчасти потому что история во многом связана с магией), и нередко приходится действовать наугад. Подсказки для решения задач, а также фрагменты предыстории дома находятся в различных дневниках, свитках и письмах, которые могут быть найдены в игровых локациях.
Главный герой часто может умереть при различных ужасных обстоятельствах (например, разрывание на части омерзительным призраком, пожирание изголодавшимися зверьми, и т.п). При этом появляется сообщение с весьма подробным описанием гибели (эта особенность геймплея встречается даже в NES-версии, несмотря на цензурную политику компании Nintendo того времени).
Как и в других играх серии MacVenture, в Uninvited присутствует ограничение по времени — если игрок будет мешкать в выполнении задач, зловещая сущность дома постепенно возьмёт верх над сознанием главного героя, и он превратится в зомби.

## История релизов
Было сделано определённое количество портов игры, включая версию для NES (1991) . Два года спустя вышла полностью переделанная версия для Microsoft Windows с новой графикой. Однажды было заявлено и возможном выходе сиквела игры на NES, однако эти планы никогда не были осуществлены. Сотрудники Infinite Ventures (поддерживающие игры на движке MacVenture), заявили что такой проект никогда не планировался.

## Отличия версии NES
Как и в случае других портов MacVenture на NES, Uninvited получила музыкальное сопровождение. Также были изменены определённые элементы текстов и сюжетной линии, включая следующее:
- В NES-версии, если включить граммофон в Игровой комнате (комната Записи в оригинальных версиях), то можно услышать попорченную шумом и почти сразу же обрывающуюся версию главной темы из Shadowgate, ещё одной игры серии MacVenture, которая также была портирована на NES.
- Изменился пропавший родственник. В NES-версии это старшая сестра, в других версиях — младший брат.
- Как и в случае с другими портами на NES, игровые тексты были значительно упрощены, в некоторых случаях были добавлены подсказки или разъяснения для геймплея.
- В оригинальной игре был такой адрес особняка, «Мастер Кроули, 666 Блэкуэлл Роад, Лох Несс, Шотландия». Однако, в то время когда была выпущена игра, Nintendo имела очень строгую политику относительно удаления из игр любого оскорбительного материала. Впрочем, вместо того чтобы придумать новый адрес, изначальный просто сократили до «Мастер Кроули». Это звучит как отсылка к реальному лицу, оккультисту Алистеру Кроули, но Nintendo (возможно, просто не зная о том) позволили этому имени остаться в игре. Другие изменения, возможно сделанные из цензурных соображений — замена пентаграмм на звёзды (или, в единственном случае, на рубин) а креста — на чашу (в то же время другой крест, служивший простой декорацией, был полностью удалён).

## Оценка
- Оценки от различных сайтов: Just Adventure (версия для Windows) - A, высшая оценка; HonestGamers (версия для Amiga) - 8 из 10; Gamervision (версия для NES) - 8 из 10; NES Center (версия для NES) - 7.5 из 10; Nintendo Power Magazine (версия для NES) - 3.6 из 5; Flying Omelette (версия для	NES) - 7 из 10; Adventure Gamers (версия для NES) - 2 звезды из 5-и; Just Games Retro (версия для NES) - 35 из 100.[1]
- Немецкий журнал Data Welt оценил дружественный интерфейс версии для Amiga, хорошую графику и чрезвычайно атмосферный звук, назвав игру (перевод:) «превосходной» и «даже лучше чем Deja Vu». (Оценка не была выставлена).[2]
- Computer Gaming World нашёл игру приятной и инновационной, хваля использование графики в игре и почти исключительное использование мыши как способ устранения фрустрации. Как таковая, игра была описана как та, с которой «гораздо проще иметь дело чем с сугубо текстовыми или текстово-графическими приключенческими играми».[3]